# A Tarde
O A Tarde é um jornal diário brasileiro que circula no estado da Bahia. Fundado por Ernesto Simões Filho, é o mais antigo jornal impresso baiano em circulação e um dos mais antigos do Brasil, a qual iniciou-se em 15 de outubro de 1912. No mercado baiano, o A Tarde concorre com o Jornal Correio, Jornal da Metrópole e a Tribuna da Bahia.
As edições desde 1912 até 1999 encontram-se disponíveis digitalmente após a aprovação pela Lei Rouanet do Projeto História da Bahia, fruto de parceria entre o Grupo A Tarde e a Fundação Pedro Calmon.

## História
Em 15 de outubro de 1912 começava a circular o jornal A Tarde, de Ernesto Simões Filho, periódico que se tornou marco do "jornalismo moderno" na Bahia. Descendente de grandes senhores de terra, Simões Filho nasceu na cidade de Cachoeira, no Recôncavo baiano, em 1886, e mudou-se para Salvador aos 14 anos, onde produziu seu primeiro jornal, O Carrasco. Em 1907, formou-se em Direito pela então Faculdade Livre de Direito da Bahia e, no ano seguinte, aderiu ao grupo político liderado por José Joaquim Seabra, cujas posições defendeu a partir do jornal Gazeta do Povo, no qual trabalhou como redator. Mas o jornalista concretizou de modo definitivo sua paixão com A Tarde, ao qual se dedicou de modo intenso até sua morte, em 1957, com 71 anos.
O periódico inspirou-se no carioca A Noite, de Irineu Marinho, fundado em 1911. Ao contrário dos seus contemporâneos baianos, A Tarde não teve seu capital aberto, mas foi montado exclusivamente por Simões Filho com as ações que herdara do avô, como relata seu biógrafo Pedro Calmon. As inovações já foram percebidas na edição de lançamento, que trazia, na primeira das quatro páginas, títulos com letras grossas e subtítulos explicativos. A quarta página era toda preenchida por anúncios, que também apareciam entre as notícias na segunda e terceira, porém cercados por grossas linhas pretas, diferenciando-os dos textos editoriais. Essas mudanças gráficas eram inovadoras, especialmente na diferenciação entre textos jornalísticos e publicitários, pois a mistura de ambos marcava os jornais do período. Outra inovação localizava-se na seção "Sport", cujo texto de abertura trazia a assinatura de Hellenus, pseudônimo de Helena Simões, esposa de Ernesto, uma exceção na Bahia da época, onde os jornais dedicados às mulheres eram geralmente escritos por homens, com histórias morais, receitas e folhetins.
Junto às novidades gráficas, A Tarde introduziu a venda do espaço para publicação de informações de interesse privado, chamando tais anúncios de "populares", precursores dos atuais classificados. A proposta chocou os demais órgãos de imprensa, acostumados de longa data à cessão gratuita do espaço a seus anunciantes. O então diretor do jornal Manhã, Antônio Marques dos Reis, durante uma discussão, chamou Simões Filho de "jornalista de balcão" por cobrar pela publicação de informações. Desprezando as ideias de modernização, o proprietário de A Tarde recorreu ao tradicionalismo para resolver a questão. Como relata Calmon, em seu depoimento à polícia Simões explicou: "Poderia tê-lo alvejado em lugar mortal. Mas como ele tentava fugir depois de proferir a ofensa, atirei-lhe nas nádegas para que ficasse gravado, como um estigma, na região glútea, o sinete do covarde." O episódio ilustra a tensão vivida entre modernidade e conservadorismo na Bahia das primeiras décadas do século XX.
O engajamento em campanhas das mais diversas marcou a história de A Tarde na Primeira República. Simões Filho rompeu com o seabrismo no final de 1912 ao publicar críticas contra o secretário-geral do governador, Arlindo Fragoso. Especula-se que o diretor de A Tarde desejava o cargo para o qual não fora convidado. O secretário decidiu processá-lo e o governador apoiou o assessor contra o antigo aliado. Rompidos os vínculos políticos, o periódico começa um longo percurso na oposição ao governo. Mais tarde, na campanha eleitoral de 1919 é considerada a mais acirrada da Primeira República e registra de modo explícito a atuação política dos jornais soteropolitanos. A Tarde foi o periódico que mais se destacou. Ele representava o descontentamento com o governo de uma oposição formada por diversos setores da elite baiana, como o governador Antônio Moniz, seabrista eleito em 1916.
Nessa transição de regime político ocorrido durante a Primeira República, de século, de economia, inspirada pelo próprio tipo de política praticado, o A Tarde nasceu em meio a esse clima destacando um capítulo decisivo no jornalismo baiano e brasileiro. Nesse contexto, ocupou durante muito tempo o posto de maior jornal de circulação na Bahia e um dos maiores do Nordeste, até ser ultrapassado pelo concorrente Correio, em 2011.

## Cadernos
Excetuando-se encartes especiais, o A Tarde é estruturado nos seguintes cadernos:
- Primeiro caderno: Opinião, Salvador, Política, Brasil, Economia & Negócios, Mundo
- Caderno 2+: segundas-feiras, terças-feiras, quartas-feiras, quintas-feiras e sábado
- Caderno 2+ / TV: domingo
- Caderno 2+ / Fim de semana: sexta-feira
- A Tarde Esporte Clube: diário
- Populares (Classificados): diário
- A Tarde Autos: quarta-feira
- Imobiliário: sábado
- A Tardinha: sábado
- Empregos, Concursos & Negócios: domingo
- New York Times: segundas-feiras
- Revista Muito: domingo

## Prêmios

### Prêmio ExxonMobil de Jornalismo(Esso)
Esso Regional Nordeste
- 1998, concedido a Marconi de Souza, pela obra "GOLPE DAS LIMINARES"[15]
- 2003, concedido a Marconi de Souza, Cíntia Kelly, Flávio Oliveira, José Fonseca Filho, Lenilde Pacheco e Ricardo Hollanda, pela reportagem "Grampos Ilegais na Bahia"[16]

### Prêmio Vladimir Herzog
Prêmio Vladimir Herzog de Arte
| Ano  | Obra                    | Veículo de mídia             | Autor   | Resultado |
| ---- | ----------------------- | ---------------------------- | ------- | --------- |
| 2017 | “Massacre do Carandiru” | Jornal A Tarde – Salvador/BA | Simanca | Venceu    |